# Yoshikiyo Kuboyama
Yoshikiyo Kuboyama (久保山 由清 Kuboyama Yoshikiyo?), född 21 juli 1976 i Shizuoka prefektur, är en japansk före detta fotbollsspelare.
Kuboyama började sin karriär 1995 i Yokohama Flügels. Med Yokohama Flügels vann han japanska cupen 1998. 1999 flyttade han till Shimizu S-Pulse. Med Shimizu S-Pulse vann han japanska cupen 2001. Han avslutade karriären 2007.